# Norbit
Norbit er en amerikansk komediefilm fra 2007, instrueret af Brian Robbins og med Eddie Murphy i hovedrollen.

## Handling
Norbit er blevet gift med barndomskæresten Rasputia, som er en meget kraftig kvinde. Norbit har ikke haft det særlig godt, men så kommer barndomsveninden Kate og der begynder jalousi drama. Rasputia kaster sig ud i meget for at Norbit og Kate ikke mødes. Norbit er forelsket i Kate og det har Rasputia opdaget.

## Rolleliste
- Norbit/Mr. Wong/Rasputia: Eddie Murphy
- Kate: Thandie Newton
- Big Jack: Terry Crews
- Earl: Clifton Powell
- Blue: Mighty Rasta
- Deion Hughes: Cuba Gooding Jr.
- Pope Sweet Jesus: Eddie Griffin
- Lord Have Mercy: Katt Williams
- Abe the Tailor: Floyd Levine
- Giovanni: Anthony Russell